# Pärri
Pärri, najjužnija malena skupina Alacalufan Indijanaca koji su u domorodačko vrijeme živjeli na otoku Hermite (Isla Hermite, u otočju Hermite) u južnom Čileu, što se nalazi nešto zapadnije od rta Horn i na području koje su nastanjivale skupine Yahgana. Njihovi prvi srodnici Adwipliin živjeli su znatno sjeverozapadnije na otoku Isla Londonderry kod kanala Beagle (Canal Beagle).